# 愛知県道440号川角東栄停車場線
愛知県道440号川角東栄停車場線（あいちけんどう440ごう かわかどとうえいていしゃじょうせん）は、愛知県北設楽郡東栄町三輪にある、全長約200mの県道である。

## 概要

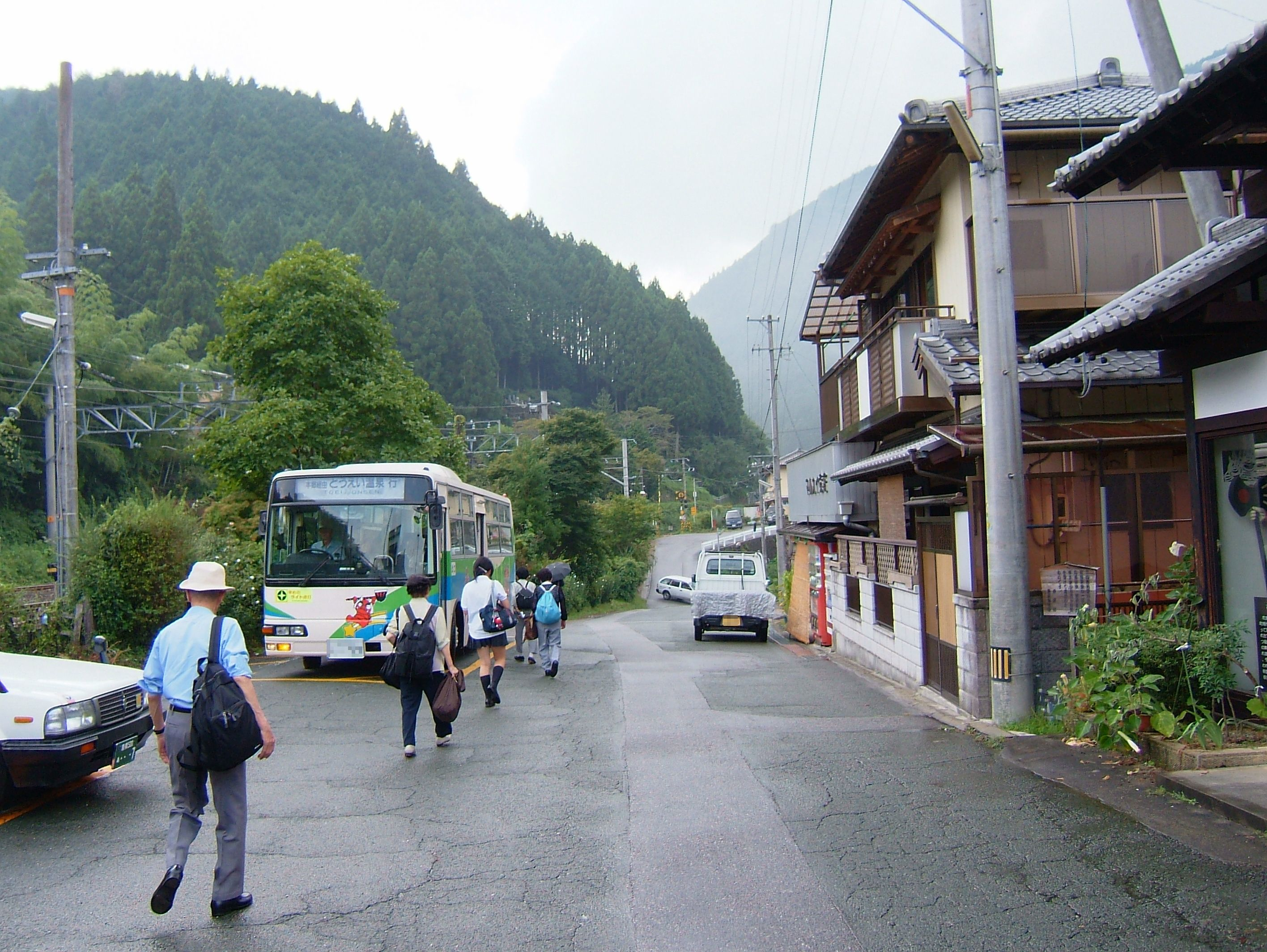
東栄駅前（電車到着時）

国道151号からJR飯田線東栄駅前に至る、およそ200mほどの短い県道である。
起点の交差点から進んでいくと、すぐに橋があり、川を渡る。道路沿いには数軒の民家がある。その後、飯田線の線路沿いに進み、東栄駅の駅舎が見えてくると終点となる。
町の玄関駅の前ではあるが、電車の本数は少なく、無人駅で、人気（ひとけ）がないことが多い。駅前には駐車場や町営バスの転回場がある。
なお、計画上は東栄町川角（国道473号交点）から山を越えて国道151号に合流し東栄駅前に至る路線だが、その山越え区間は未開通のままである。

### 路線データ
- 起点：愛知県北設楽郡東栄町三輪（国道151号・東栄駅北口交差点）
- 計画上の起点：愛知県北設楽郡東栄町川角
- 終点：愛知県北設楽郡東栄町三輪（東栄駅前）

## 沿革
- 1959年12月15日 認定

## 通過する自治体
- 愛知県
  - 北設楽郡東栄町

## 沿線
- 東栄病院
- 設楽警察署三輪駐在所
- 東栄駅

## 接続する道路
- 国道151号（東栄駅北口交差点）

## バス路線
- 東栄町営バス 東栄線
  - 東栄駅と町の中心部の本郷地区を結ぶ路線
- おでかけ北設 豊根東栄線
  - 東栄駅から東栄町中心部を経て豊根村に至る路線